# Латышская кухня

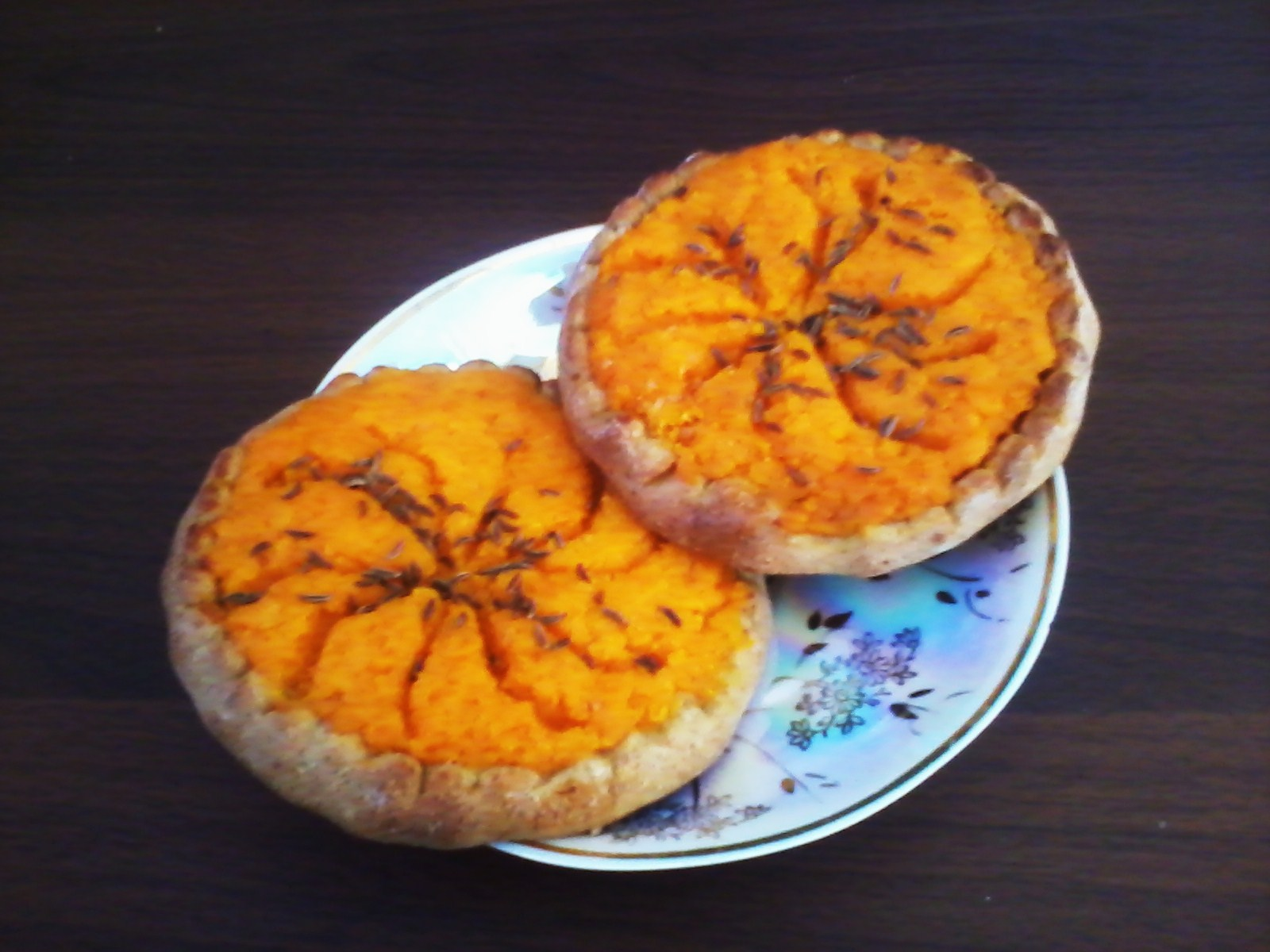
Скландраусис

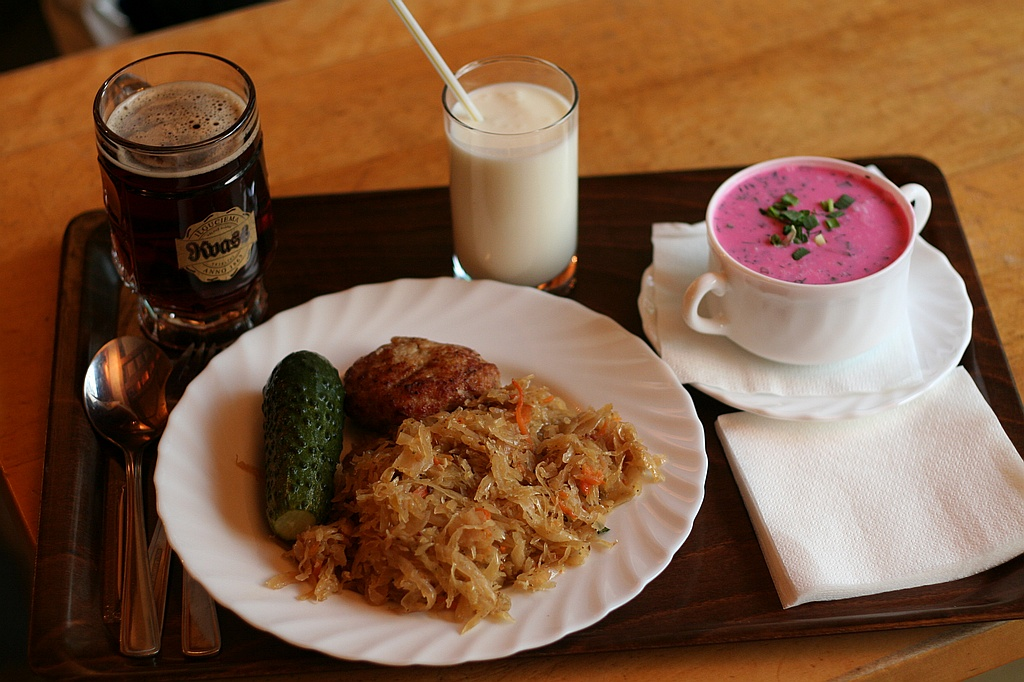
Влияние других национальных кухонь: обед из «холодного» супа, тушёной капусты, котлеты, огурца, кефира и кваса

Латышская кухня (латыш. Latviešu virtuve) — традиции приготовления пищи и национальные блюда латышей. Латышская кухня в основном состоит из сельскохозяйственных продуктов, но поскольку Латвия расположена на побережье Балтийского моря, то рыбные блюда составляют заметную часть кухни.
Латышская кухня на протяжении многих столетий испытывала влияние других национальных кухонь. Она формировалась под влиянием литовской, эстонской, немецкой, русской, латгальской, скандинавской и белорусской кухонь. К национальным латышским блюдам можно отнести: блюда холодного стола, путры (овоще-зерновые кашицы с добавлением сала, копчёного мяса или рыбы, а также кисломолочных продуктов), кисломолочные изделия (путельс, простокваша и др.) и домашние сыры (типа бакштейн и так называемые яичные).
Основными продуктами латышской национальной кухни являются мука, крупа (в первую очередь перловая), горох, бобы, картофель, овощи, молоко и молочные продукты (простокваша, кефир, творог, сметана). Из мясных продуктов наиболее употребительны свинина, реже говядина, телятина, птица.
Для приготовления национальных блюд широко используют сельдь, кильку, салаку.
В повседневной жизни латыши обычно употребляют котлеты, рыбу и мясо разнообразного приготовления, свиные рёбрышки, овощные салаты, а во время латышских праздников многие жители возвращаются к древним традициям и на их столах присутствует серый горох, пироги, копчёности, пиво, сыр и ржаной хлеб.
В Латвии многие люди сами выращивают продукты, поэтому существует достаточное количество мест, где можно приобрести экологически чистую продукцию. Так называемые «Зелёные базарчики» предоставляют свежее молоко, яйца, овощи и т. д.
К латышской кухне относят также традиционные кухни местных народностей: латгальскую, ливскую и суйтскую кухни.
Такие блюда как серый горох, скландраусис, тминный сыр, царникавская минога и руцавское белое масло включены в реестр национальных продуктов ЕС с указанием географического места происхождения.

## Типичные национальные блюда
- Домашние сыры: тминный сыр;
- Гороховые, хлебные супы, холодный суп и суп с клёцками;
- Путры — овоще-зерновые кашицы с добавлением сала, копчёного мяса или рыбы, а также кисломолочных продуктов;
- Серый горох — варёный серый горох со шпиком;
- Силькюпудиньш — запеканка из сельди с отварным картофелем;
- Клопс (луковый клопс) — бифштекс под луковым соусом;
- Крестьянский завтрак — обжаренные и запечённые в яйце мясопродукты;
- Кровяная колбаса;
- Кровяные блинчики — суйтская кухня;
- Царникавская минога;
- Отварной картофель с творогом;
- Буберт — манная каша со взбитыми белками;
- Кисель из ревеня с молоком или со взбитыми сливками;
- Путельсы — кислые овсяные и гороховые кисели, которые подквашиваются ещё простоквашей или прибавлением к овсяной гуще кислого брусничного сока;
- Скландраусис — открытый пирожок с овощной начинкой;
- Спекрауши — пирожки со шпиком или грудинкой;
- Пипаркукас — пряное печенье;
- Рупьмайзе — хлеб из грубой ржаной муки c добавлением солода и тмина.